# Майкл Говард
Майкл Говард (англ. Michael Howard; нар. 7 липня 1941, Горсейнон, Уельс) — британський політик, лідер Консервативної партії і лідер опозиції з 6 листопада 2003 по 6 грудня 2005.

## Життєпис
Син єврейських іммігрантів з Румунії.
Навчався у Кембриджському університеті, у 1962 році він став президентом Кембриджського товариства Співдружності. З 1964 року працював адвокатом у галузі трудового права і став королівським адвокатом у 1982 році.
У 1983 році Говард став членом парламенту. У 1985 році він приєднався до уряду Маргарет Тетчер як заступник Міністра промисловості. У 1987 році він обійняв посаду Державного міністра місцевого самоврядування. В уряді Джона Мейджора він обіймав посади Міністра зайнятості (1990–1992), Міністра навколишнього середовища (1992–1993) і Міністра внутрішніх справ (1993–1997).
Після поразки Консервативної партії на загальних виборах у 1997, Говард невдало намагався стати лідером Консервативної партії і обійняв посаду тіньового Міністра закордонних справ (1997–1999) і тіньового Канцлера скарбниці (2001–2003).
У 1975 році він одружився з моделлю Сандрою Пол, з якою у нього є син Ніколас (1976) і донька Лариса (1977).